# Carex ouachitana
Carex ouachitana là một loài thực vật có hoa trong họ Cói. Loài này được Kral, Manhart & Bryson mô tả khoa học đầu tiên năm 1987.